# Генріх фон Цастров
Александер Фрідріх Адольф Генріх фон Цастров (нім. Alexander Friedrich Adolf Heinrich von Zastrow; 11 серпня 1801, Данциг — 12 серпня 1875, Шонеберг) — прусський генерал, учасник австро-прусської та французько-німецької війн.

## Біографія
Генріх фон Цастров народився в 1801 році в родині Александера Генріха Гебгарда фон Цастрова (1768—1815) та Матильди фон Бланкенштейн (1777—1868). Цастров вступив до прусської піхоти у званні другого лейтенанта в 1819 році. З 1836 року служив у прусському генеральному штабі. З 1839 по 1842 рік був засланий до Туреччини. Цастров отримав звання майора у 1848 році і служив у Шлезвігу. У 1850 році він отримав командування батальйоном у 2-му піхотному полку. У 1852 році Цастров призначений комендантом гарнізону в Штральзунді. У 1856 році, у віці 55 років, Цастров одружився з графинею Оттілією фон Ранцау, на 16 років молодшою за нього. У званні полковника він командував 28-м піхотним полком, а потім 19-ю бригадою в званні генерал-майора. У 1863 році отримав командування 11-ю піхотною дивізією в чині генерал-лейтенанта.
Під час австро-прусської війни 1866 року Генріх фон Цастров командував 11-ю дивізією частини Другої армії. Брав участь у битві при Кеніґгреці. Під час битви його дивізія захопила Неделіште. 16 вересня 1866 року Цастров був нагороджений орденом Pour le Mérite. У 1870 році з початком французько-прусської війни, Цастров отримав командування VII корпусом (частина Першої армії Штайнмеца), з яким він відзначився під Шпіхерном, Гравелоттом і під час облоги Меца. Після захоплення Меца Цастров обложив Тьйонвіль, Монмеді та Мезьєр. На останньому етапі війни VII корпус входив до складу Південної армії Мантойфеля. Після закінчення війни йому дали премію 100 000 талерів на знак визнання його заслуг. У 1872 році звільнився з армії